# Arroyo Vallimanca

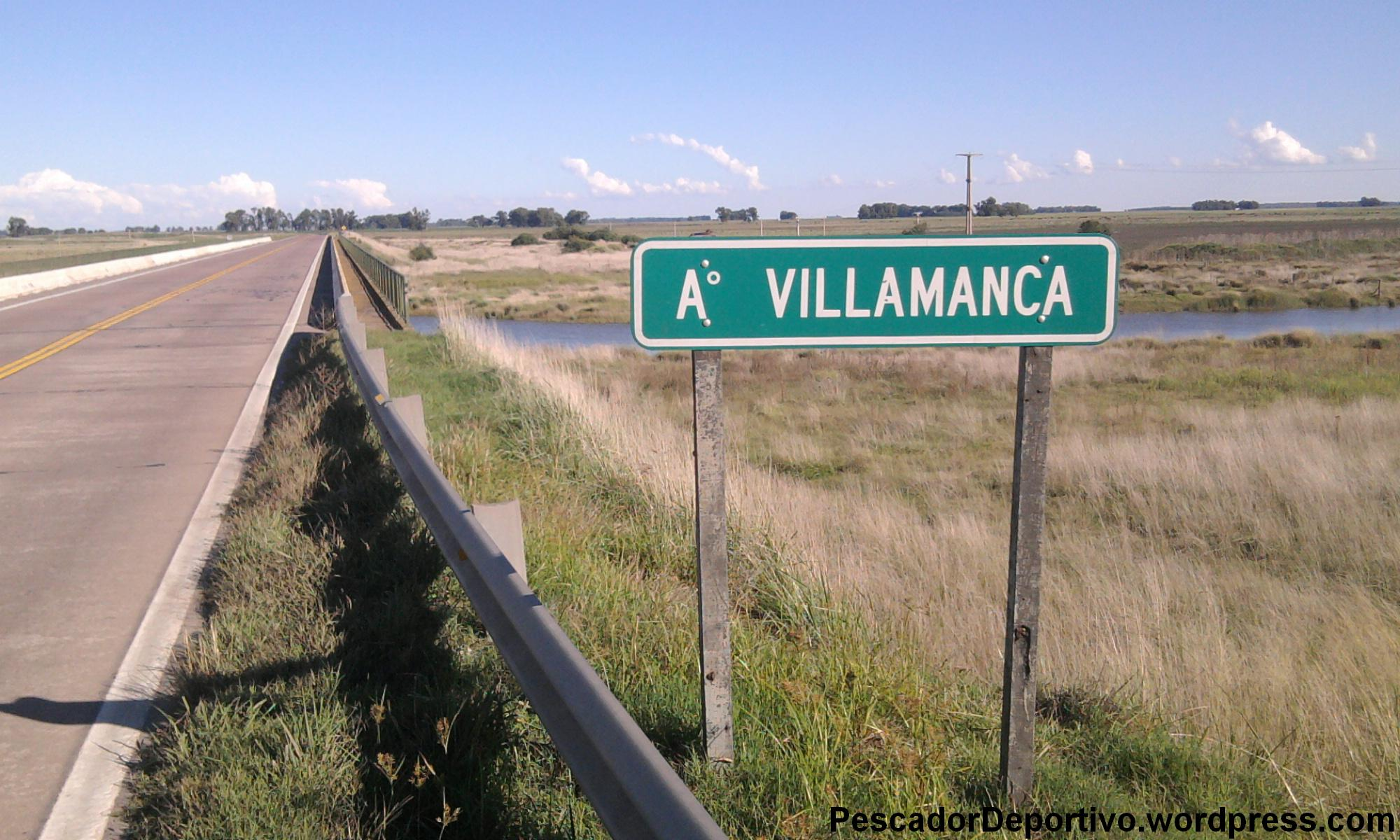

El Vallimanca es un arroyo de la zona central de la Provincia de Buenos Aires en la Argentina. El curso del Vallimanca se extiende en sentido suroeste-noreste, siendo un afluente del río Salado. Las nacientes del Vallimanca se encuentran en la meseta de Juárez, a la que rodea por su zona occidental.
En épocas de precipitaciones abundantes, el Vallimanca se alimenta de una serie de lagunas de régimen pluvial que no poseen desagüe llamadas "Las Acollaradas". Ya con el nombre de río Saladillo recibe la contribución del arroyo Las Flores.